# ستبردمان
ستبردمان تیره‌ای از ستبردم‌سانان ساکن استرالیا و گینه نو است که شامل ۶۱ گونه تقسیم‌شده به ۱۵ سرده است. بیشتر آن‌ها کوچک و همانند موش هستند و از این رو نام موش‌های کیسه‌دار به آن‌ها داده شده‌است، ولی این گروه شامل جانورانی در اندازه گربه همچون کوئول‌ها و شیطان تاسمانی نیز می  شود. آن‌ها در گستره وسیعی از زیستگاه‌ها، از جمله علفزارها و جنگل‌ها و کوه‌ها، پیدا می‌شوند و بعضیشان درخت‌زی هستند و بعضی دیگر نیمه آبزی.

## توصیف ظاهری

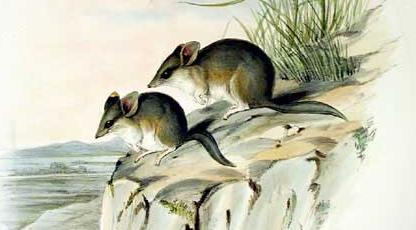
ستبردمان

اندازه بدن ستبردمان به نسبت کوچک تا متوسط است. سرده کیسه‌موش‌ها دربرگیرنده کوچک‌جثه‌ترین کیسه‌داران جهان است که طولی تنها ۹۵ میلی‌متر دارند و وزنی که به تنها ۵ گرم می‌رسد. بزرگترین عضو این تیره شیطان تاسمانی است که بیش از ۱۰ کیلوگرم وزن دارد. دم یک ستبردم بلند، پشمالو، و نامرتجع است. پاهای جلویی آنان ۵ انگشت دارند که بلندترین انگشت آن‌ها شماره سوم است. انگشتان ۲ تا ۵ پاهای عقبی که برای راه رفتن و بالا رفتن از درخت نیاز هستد به خوبی فرگشتیده‌اند.
ستبردم‌های ماده دارای ۱۲–۲ پستان در کیسه خود هستند ولی این عدد برای اغلب ستبردم‌ها میان ۶ تا ۸ است. الگوی اصلی دندانی ستبردم‌ها همانند دوزهدانیان است. دندان‌های پیش کوچک، شاخدار، و همچون تیغه هستند. دندان‌های نیش نیز به خوبی شکل گرفته‌اند و سر برندهٔ تیزی دارند. این دندان‌ها برای خوردن حشرات و گوشت بهینه شده‌اند. فرمول دندانی این جانوران ۴٫۱٫۲-۳٫۴۳٫۱٫۲-۳٫۴ است.

## رده‌بندی
- تیره ستبردمان
  - سرده Ganbulanyi (سنگواره)
  - سرده Glaucodon (سنگواره)
  - زیرخانواده Barinyainae (سنگواره)
    - سرده Barinya (سنگواره)

  - زیرخانواده ستبردمیان
    - طایفه ستبردم‌تباران
      - سرده Dasycercus
        - مولگارای دم‌قلمویی، Dasycercus blythi
        - مولگارای دم‌یالدار، Dasycercus cristicauda

      - سرده Dasykaluta
        - کالوتای قرمز کوچک، Dasykaluta rosamondae

      - سرده Dasyuroides
        - کوواری، Dasyuroides byrnei

      - سرده ستبردم‌ها (Dasyurus): کوئول‌ها
        - کوئول گینه نو، Dasyurus albopunctatus
        - کوئول غربی، Dasyurus geoffroii
        - کوئول شمالی، Dasyurus hallucatus
        - کوئول ببری، Dasyurus maculatus
        - کوئول برنزی، Dasyurus spartacus
        - کوئول شرقی، Dasyurus viverrinus

      - سرده ستبردم‌های سه‌نواره
        -  Myoictis leucura 
        - ستبردم سه‌نواره، Myoictis melas
        - ستبردم والاس، Myoictis wallacii
        - ستبردم سه‌نواره تیت

      - سرده ستبردم خال‌خالی
        - ستبردم خال‌خالی، Neophascogale lorentzi

      - سرده موش کیسه‌دار خالدار
        - موش کیسه‌دار خالدار، Parantechinus apicalis

      - سرده حشره‌خوار کیسه‌دار
        - Phascolosorex brevicaudata
        - حشره‌خوار کیسه‌دار شکم‌قرمز، Phascolosorex doriae
        - حشره‌خوار کیسه‌دار باریک‌نوار، Phascolosorex dorsalis

      - سرده موش کیسه‌دار ناراستین
        - موش کیسه‌دار ناراستین هارنی، Pseudantechinus bilarni
        - موش کیسه‌دار ناراستین دم‌چاق، Pseudantechinus macdonnellensis
        - موش کیسه‌دار ناراستین الکساندریا، Pseudantechinus mimulus
        - موش کیسه‌دار ناراستین نینگ‌بینگ، Pseudantechinus ningbing
        - موش کیسه‌دار ناراستین روری کوپر، Pseudantechinus roryi
        - موش کیسه‌دار ناراستین وولی، Pseudantechinus woolleyae

      - سرده ستبردمان گوشت‌خوار (Sarcophilus)
        - شیطان تاسمانی، Sarcophilus harrisii

    - طایفه کیسه‌راسوتباران، Phascogalini
      - سرده موش‌های کیسه‌دار پاپهن
        - موش کیسه‌دار استوایی، Antechinus adustus
        - موش کیسه‌دار فرز، Antechinus agilis
        - موش کیسه‌دار حنایی، Antechinus bellus
        - موش کیسه‌دار پازرد، Antechinus flavipes
        - موش کیسه‌دار اترتون، Antechinus godmani
        - موش کیسه‌دار دارچین، Antechinus leo
        - موش کیسه‌دار باتلاق، Antechinus minimus
        - موش کیسه‌دار استوارت، Antechinus stuartii
        - موش کیسه‌دار زیراستوایی، Antechinus subtropicus
        - موش کیسه‌دار دودی، Antechinus swainsonii

      - سرده ستبردم هابما
        - ستبردم هابما، Micromurexia habbema
        - Micromurexia hageni

      - سرده Murexechinus
        - ستبردم دم‌سیاه، Murexechinus melanurus

      - سرده Murexia
        - ستبردم کوتاه‌پشم، Murexia longicaudata

      - سرده Paramurexia
        - ستبردم روتشیلد، Paramurexia rothschildi

      - سرده Phascomurexia
        - ستبردم بینی‌دراز، Phascomurexia naso

      - سرده کیسه‌راسوها (Phascogale)
        - راسوی کیسه‌دار دم‌قرمز، Phascogale calura
        - Phascogale pirata
        - راسوی کیسه‌دار دم‌قلمویی، Phascogale tapoatafa

  - زیرخانواده ریزموشیان
    - طایفه ریزموش‌تباران
      - سرده موش کیسه‌دار جربوآ
        - موش کیسه‌دار جربوآ، Antechinomys laniger

      - سرده نینگوی
        - نینگوی ونگای، Ningaui ridei
        - نینگوی پیلبارا، Ningaui timealeyi
        - نینگوی جنوبی، Ningaui yvonnae

      - سرده ریزموش‌ها
        - †S. floravillensis آرچر، ۱۹۸۲
        - گروه گونه‌های S. crassicaudata
          - ریزموش فربه‌دم، Sminthopsis crassicaudata

        - گروه گونه‌های S. macroura
          - ریزموش کاکادو، Sminthopsis bindi
          - ریزموش بوتلر، Sminthopsis butleri
          - ریزموش جولیا کریک، Sminthopsis douglasi
          - ریزموش صورت‌راه‌راه، Sminthopsis macroura
          - ریزموش گونه‌سرخ، Sminthopsis virginiae

        - گروه گونه‌های S. granulipes
          - ریزموش دم‌سفید، Sminthopsis granulipes

        - گروه گونه‌های S. griseoventer
          - ریزموش جزیره کانگورو، Sminthopsis aitkeni
          - ریزموش جزیره بولانژه، Sminthopsis boullangerensis
          - ریزموش شکم‌خاکستری، Sminthopsis griseoventer

        - گروه گونه‌های S. longicaudata
          - ریزموش دم‌دراز، Sminthopsis longicaudata

        - گروه گونه‌های S. murina
          - ریزموش بلوطی، Sminthopsis archeri
          - ریزموش دم‌دراز کوچک، Sminthopsis dolichura
          - ریزموش دودی، Sminthopsis fulginosus
          - ریزموش گیلبرت، Sminthopsis gilberti
          - ریزموش صورت‌سفید، Sminthopsis leucopus
          - ریزموش دم‌لاغر، Sminthopsis murina

        - گروه گونه‌های S. psammophila
          - ریزموش پاپشمالو، Sminthopsis hirtipes
          - ریزموش اولدئا، Sminthopsis ooldea
          - ریزموش سندهیل، Sminthopsis psammophila
          - ریزموش پاپشمالوی کوچک، Sminthopsis youngsoni

    - طایفه کیسه‌موش‌تباران، Planigalini
      - سرده کیسه‌موش‌ها (Planigale)
        - کیسه‌موش کم‌دندان، Planigale gilesi
        - کیسه‌موش دم‌دراز، Planigale ingrami
        - کیسه‌موش معمولی، Planigale maculata
        - کیسه‌موش گینه نو، Planigale novaeguineae
        - کیسه‌موش بینی‌باریک، Planigale tenuirostris